# Erwin Engst
Erwin »Sid« Engst (chinesischer Name: Yáng Zǎo 阳早; geboren am 9. November 1918 in New York; gestorben am 25. Dezember 2003 in Beijing) war ein US-amerikanischer Agronom, Milchbauer und Berater der chinesischen Regierung, der von 1946 bis zu seinem Tod 2003 in China lebte.

## Biografie
Sid Engst wurde als neuntes von zehn überlebenden Kindern einer armen Bauernfamilie in Upstate New York geboren. Von 1939 bis 1941 studierte er Agronomie an der Cornell University. 1946 ging er als landwirtschaftlicher Berater nach China. 1948 heiratete er in Yan’an Joan Hinton, die Schwester seines Kollegen und Freundes William H. Hinton. Sie arbeiteten auf einer Milchfarm bei Xi’an. Nach Beginn der Kulturrevolution gingen sie im April 1966 nach Beijing und arbeiteten als Übersetzer bzw. Korrektoren für Englisch. Im Sommer dieses Jahres verfassten Sid Engst und Joan Hinton gemeinsam mit Bertha Sneck (史克) und Ann Tompkins (安汤珊) eine Wandzeitung, in der sie den privilegierten Status von Ausländern, die in China arbeiteten, und die Absonderung von chinesischen Kollegen kritisierten. Eine Abschrift der Wandzeitung wurde Mao Zedong vorgelegt, der sie positiv kommentierte. 1972 begannen Engst und Hinton, in der Kommune »Roter Stern« (红星公社) bei Beijing zu arbeiten. Im Oktober 1979 wurden sie Berater des Ministeriums für Landwirtschaftsmaschinen. Ab 1982 arbeiteten sie an der Versuchsstation für Landwirtschaftsmaschinen in Shahe (沙河镇) bei Beijing und befassten sich mit der Zucht von Milchkühen.
Engst und Hinton hatten drei Kinder, Bill, Fred (Yáng Hépíng 阳和平) und Karen, die in China aufwuchsen.